# Servizio CITES
Il servizio CITES è un organo che tutela le specie di fauna e flora protette dalla Convenzione sul commercio internazionale delle specie minacciate di estinzione di Washington, entrata in vigore in Italia nel 1980. Il suo scopo è quello di controllare il commercio di piante o animali in quanto può provocare la distruzione degli ambienti naturali oltre che la rarefazione o l'estinzione delle specie stesse. Il servizio è gestito dal "Raggruppamento Carabinieri CITES".

## Organizzazione
Il CITES tutela anche l'importazione e l'esportazione di specie che possono essere dannose nell'ambiente in cui verrebbero introdotte, procedendo al sequestro delle piante o degli animali e al rinvio nel luogo d'origine, oltre che procedere penalmente nei danni di chi specula sul commercio di specie protette, con sanzioni elevate finanche all'arresto.

### CFS
Il servizio inizialmente era in capo al Corpo forestale dello Stato  ed era suddiviso in 28 servizi CITES territoriali con funzione di rilascio certificati, controllo territoriale e attività d'indagine, e in 28 nuclei operativi CITES, che operavano presso le Dogane, con la funzione di verifica merceologica, controllo documentale e movimentazione commerciale nonché accertamento di illeciti.
Il decreto legislativo n. 177/2016, che sopprime il corpo forestale, all'art. 12 ha previsto che entro il 1º gennaio 2017 il servizio CITES territoriale e il personale transitano al ministero delle politiche agricole.

### Carabinieri
Dal 1º gennaio 2017 con la soppressione del Corpo forestale, i nuclei operativi sono passati al "Raggruppamento Carabinieri CITES" del Comando carabinieri per la tutela della biodiversità che dispone di un Reparto Operativo (da cui dipende anche il Nucleo CITES di Roma), in collegamento tecnico/funzionale per l'attività sul territorio con 34 nuclei operativi (più 9 distaccamenti) nei Gruppi e nei CAN.